# Robles (Aibonito)
Robles es un barrio ubicado en el municipio de Aibonito en el estado libre asociado de Puerto Rico. En el Censo de 2010 tenía una población de 3863 habitantes y una densidad poblacional de 280,73 personas por km².

## Geografía
Robles se encuentra ubicado en las coordenadas 18°8′0″N 66°14′20″O / 18.13333, -66.23889. Según la Oficina del Censo de los Estados Unidos, Robles tiene una superficie total de 13.76 km², que corresponden a tierra firme.

## Demografía
Según el censo de 2010, había 3863 personas residiendo en Robles. La densidad de población era de 280,73 hab./km². De los 3863 habitantes, Robles estaba compuesto por el 87.52% blancos, el 5.64% eran afroamericanos, el 0.23% eran amerindios, el 0.03% eran asiáticos, el 4.71% eran de otras razas y el 1.86% pertenecían a dos o más razas. Del total de la población el 99.17% eran hispanos o latinos de cualquier raza.